# 威斯巴登黑森州立劇院
威斯巴登黑森州立劇院（德語：Hessisches Staatstheater Wiesbaden）是位於德國黑森州首府威斯巴登的一座劇院，演出歌劇、戲劇、芭蕾、音樂劇和演唱會等文藝活動。建築物完成於1894年。

## 外部連結
- Hessisches Staatstheater Wiesbaden （页面存档备份，存于） Official website
- Jugendclubtheater （页面存档备份，存于） website （德文）